# 2006 في البرازيل
فيما يلي قوائم الأحداث التي وقعت خلال عام 2006 في البرازيل.

## أحداث
- 29 سبتمبر – طيران جول ترانسبورتيس الرحلة 1907

## رياضة
- 1 يناير – الدوري البرازيلي لكرة القدم 2006
- 22 أكتوبر – جائزة البرازيل الكبرى 2006 الفائز فيليبي ماسا.

## كتب
من الكتب التي صدرت هذه السنة في البرازيل:
- 1 يناير – ساحرة بورتوبيللو من تأليف باولو كويلو.

## وفيات

### فبراير
- 17 فبراير – خورخي ميندوسا (مواليد 1954) لاعب كرة قدم برازيلي.

### مارس
- 28 مارس – واندرلي ماجالهايس أزيفيدو (مواليد 1966) دراج برازيلي.

### أبريل
- 21 أبريل – تيلي سانتانا (مواليد 1931) لاعب ومدرب كرة قدم برازيلي.

### يوليو
- 18 يوليو – راؤول كورتيز (مواليد 1932) ممثل برازيلي.
- 28 يوليو – روجيريو لوبو (مواليد 1971) ملاكم برازيلي.

### ديسمبر
- 6 ديسمبر – هان أحمدوف (مواليد 1936) سياسي تركمانستاني.